# 侏灌树蛙
侏灌树蛙（学名：Raorchestes parvulus）为树蛙科灌树蛙属的两栖动物，分布于孟加拉国及东南亚中南半岛等地区。
2019年，有研究人员在中国云南省勐腊县发现侏灌树蛙分布。2020年，又有研究人员认为2019年报道的侏灌树蛙是勐腊灌树蛙（Raorchestes menglaensis）的错误鉴定，应取消侏灌树蛙在中国的分布记录。

## 保护
本种于2023年被收录入《有重要生态、科学、社会价值的陆生野生动物名录》。